# Медресе з двома мінаретами (Ерзурум)
Чифте-мінарелі (тур. Çifte Minareli Medrese, досл. — Медресе з двома мінаретами) — пам'ятка архітектури пізньої сельджуцької доби у турецькому місті Ерзурум. Побудована як богословська школа за кілька років до 1265 року вона отримала свою назву від двох розкльошених мінаретів, які увінчують монументальний фасад.

## Історія
Це медресе вважається моделлю для Медресе Гек у Сівасі.
Згідно з написом на порталі, він був побудований у 1271 році Худавандою Хатун, дочкою сельджуцького султана Кей-Кубада I.
Будівля має видатний східний вхід у медресе та величезний кам'яний фасад декоративної цегляної та плиткової кладки з двома мінаретами.
Із кожного боку входу є панно. Права сторона прикрашена двоглавим орлом. Мотив ліворуч здається не завершеним.

## Галерея

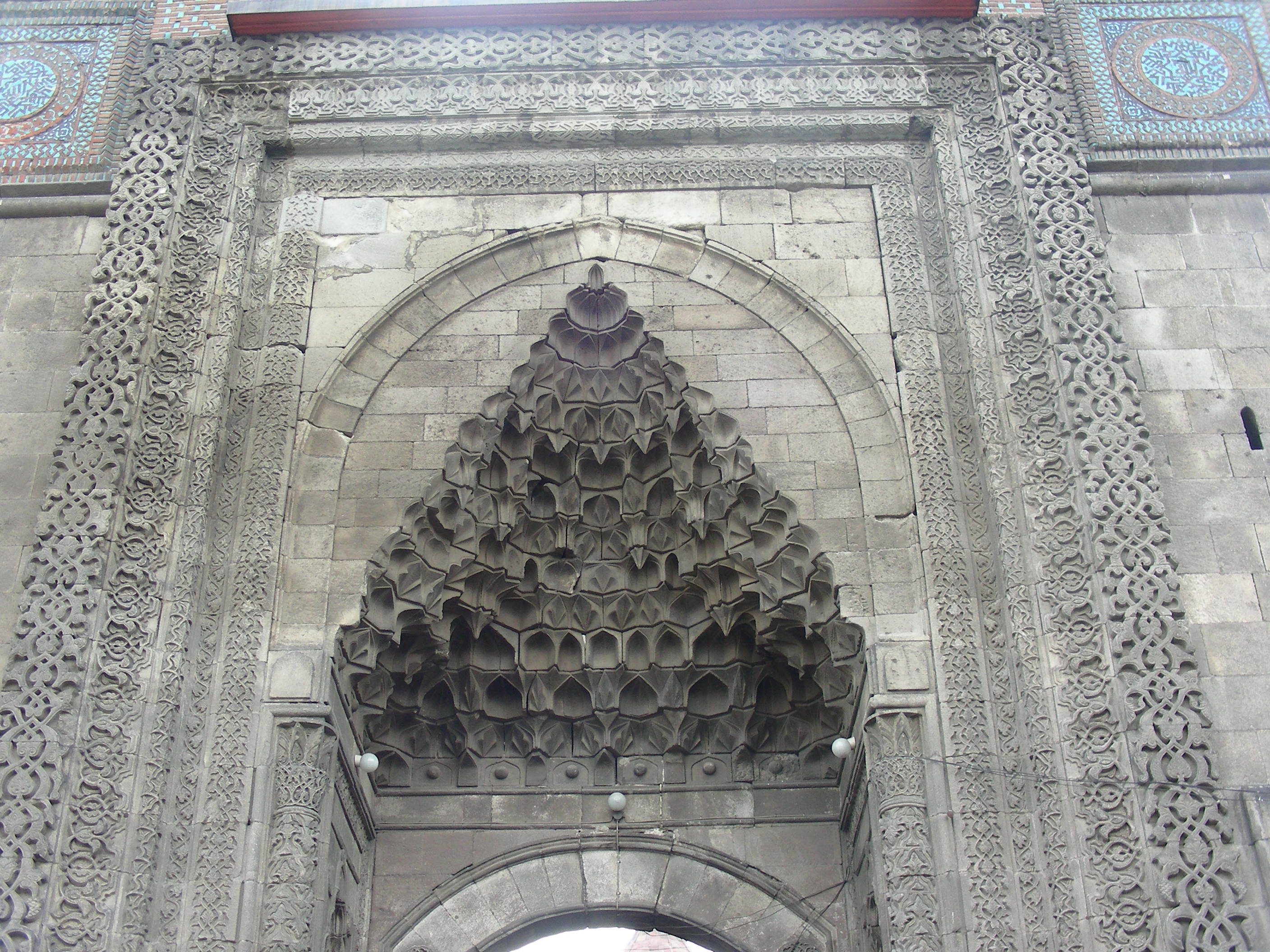
Оздоблення
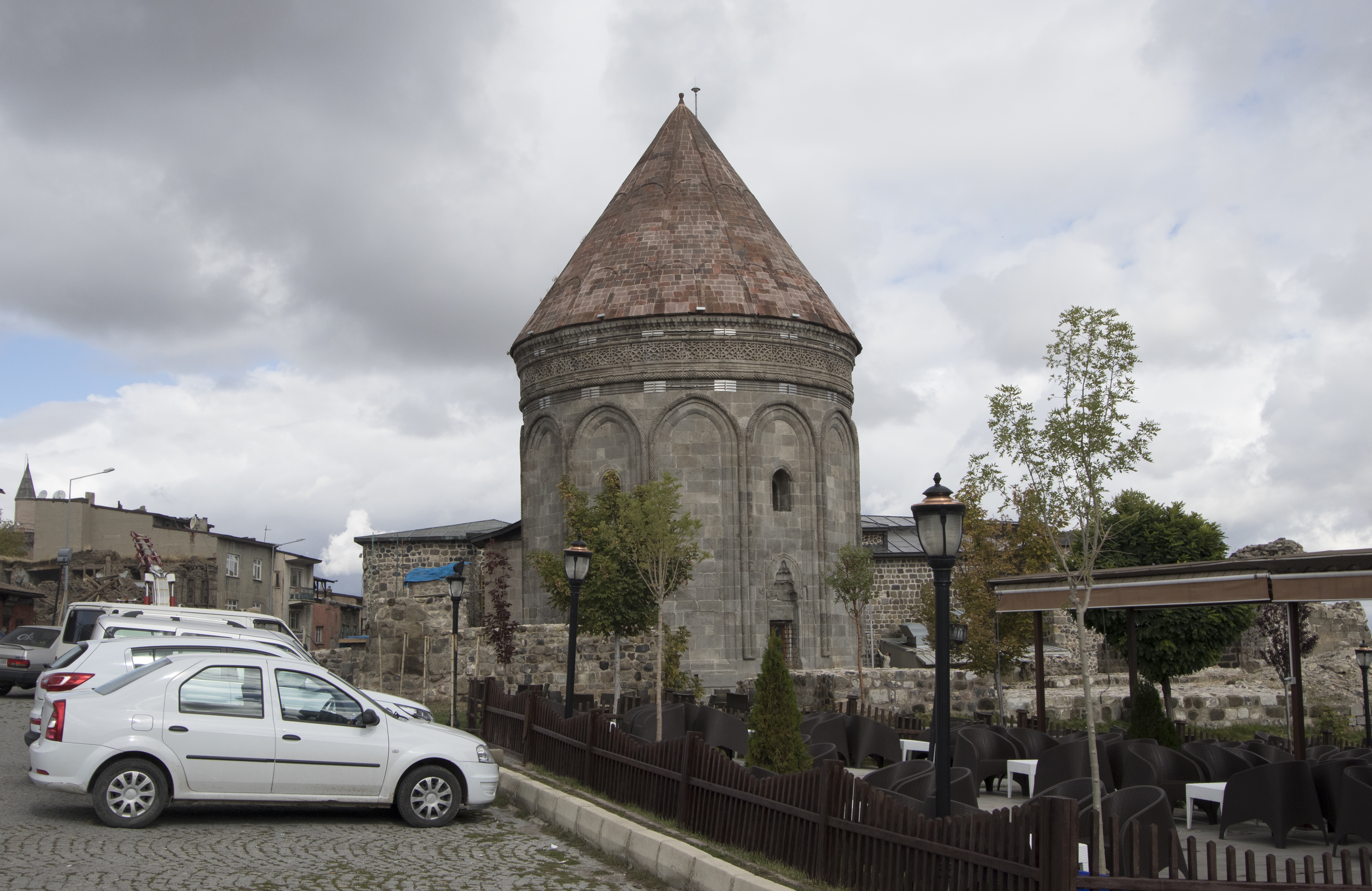
Кюмбет
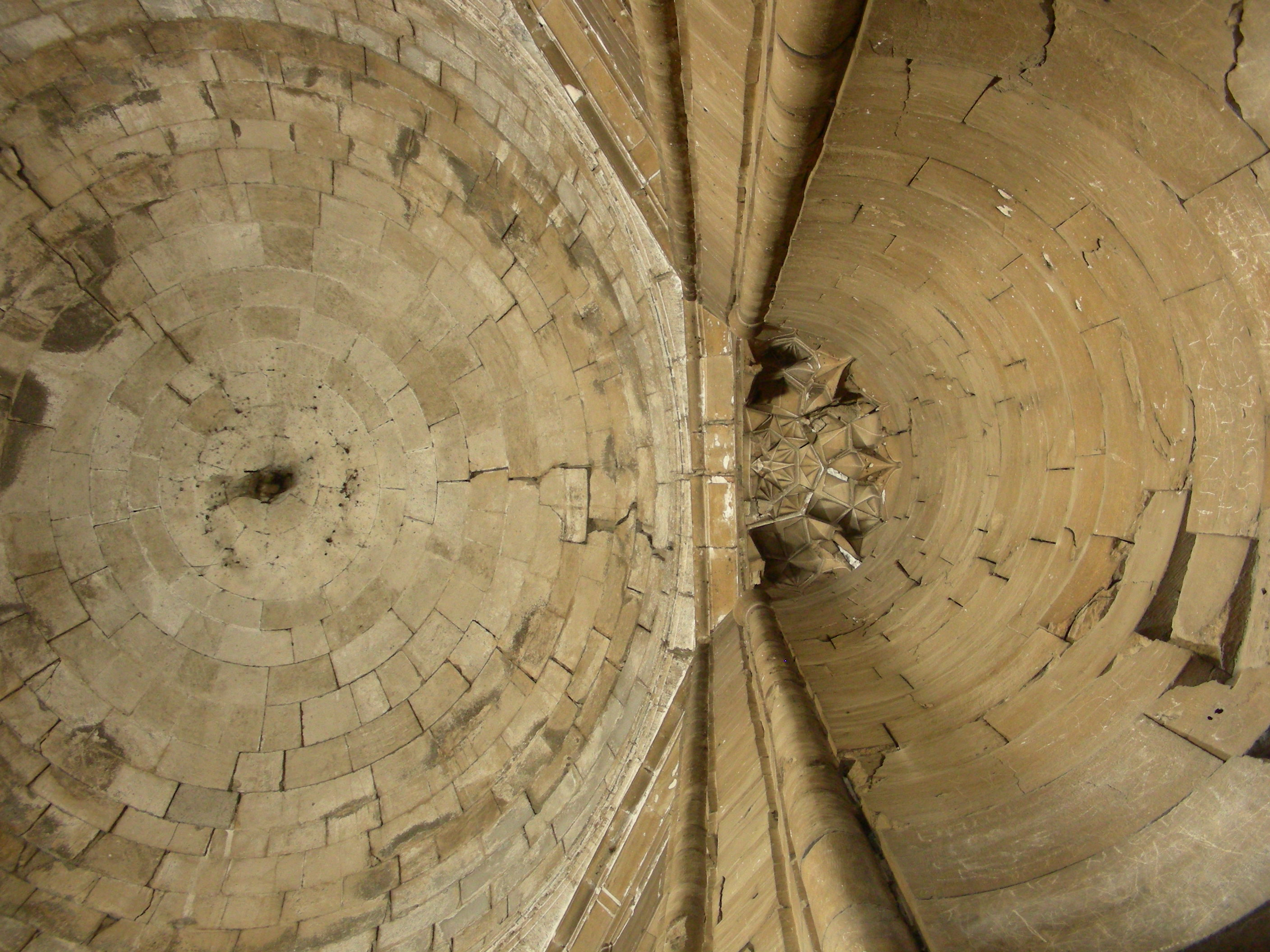